# Place du drapeau national
La place du drapeau national (en azéri : Dövlət Bayrağı Meydanı) est une place située à Bakou en Azerbaïdjan sur l'avenue Neftchiler, dans le quartier de Bayil au bord de la mer Caspienne, que domine un immense drapeau de l'Azerbaïdjan. Le drapeau est hissé en haut d'un mât de 191 mètres de haut, et mesure 70 mètres sur 35, ce qui en faisait le plus haut drapeau du monde. C'est aujourd'hui le drapeau le plus grand du monde dans le Guinness.

## Historique
le décret sur la création de la place du drapeau national à Bakou a été signé le 17 novembre 2007. Dans le même temps, un décret a été signé sur la création de la Journée du drapeau national. Chaque année, le 9 novembre est célébré comme la Journée du drapeau national en Azerbaïdjan. La fondation de la place du drapeau national a été posée le 30 décembre 2007 dans le village de Bayil à Bakou, près de la base de la Marine, avec la participation du président Ilham Aliyev. En octobre 2009, le président de la République d'Azerbaïdjan, Ilham Aliyev, a signé un décret sur « des mesures supplémentaires pour accélérer la construction, l'installation et l'amélioration de la place du drapeau national à Bakou ». Du fonds de réserve présidentiel prévu dans le budget de l'État de la République d'Azerbaïdjan pour 2009 pour accélérer les travaux de construction, d'installation et d'amélioration de la place, le pouvoir exécutif de la ville de Bakou a reçu 10 millions de dollars. Des fonds supplémentaires ont été alloués en manats. L'emplacement choisi pour la place permet de voir le drapeau national depuis différents points de la capitale. La mise en œuvre du projet développé par la société américaine « Trident Support » a été réalisée par la société azerbaïdjanaise « Azenko ». L'ensemble de l'infrastructure a été créée sur la place d'une superficie totale de 60 hectares et une partie supérieure de 31 000 mètres carrés. Les travaux de construction réalisés sur la base d'un projet spécial ont été réalisés par des spécialistes étrangers et locaux.
Carte de l'Azerbaïdjan sur la place Les armoiries de la République d'Azerbaïdjan, le texte de l'hymne national et la carte de l'Azerbaïdjan construits sur la place sont en bronze doré. Le musée du drapeau national a également été créé sur la place.

## I Mât de drapeau (2010-2017)
Sur la place d'une superficie de 20 000 m2, la hauteur du support érigé de 2010 à 2017 était de 162 mètres, le diamètre de la fondation était de 3,2 mètres, le diamètre du sommet de la fondation était de 1,09 mètre. La masse totale de l'installation était de 220 tonnes. La largeur du drapeau était de 35 mètres, la longueur de 70 mètres, la superficie totale de 2 450 mètres carrés et la masse d'environ 350 kilogrammes. Le 29 mai 2010, l'organisation Guinness World Records a confirmé que le mât du drapeau national de l'Azerbaïdjan était le plus haut mât du monde.

## II Mât de drapeau (2021-actuellement)
En 2021, la société turque Çimtaş a commencé à développer un nouveau mât de drapeau pour l'Azerbaïdjan.
En mai 2024, l'installation de la nouvelle plate-forme du mât a commencé à Bakou. La hauteur totale du mât est de 191 mètres. Il se compose de 5,7 segments de tubes coniques en acier d'un diamètre de 2 M à 230 m de la base du mât au sommet, pesant de 13 tonnes à 9 tonnes, et d'un segment rotatif situé au sommet. En août 2024, l'installation a été achevée et le drapeau a été suspendu à des fins de test.

## Musée national du drapeau
Le musée a été construit par l'ordre pertinent du président de l'Azerbaïdjan et a été établi sur la place du drapeau national, où la cérémonie solennelle d'ouverture a eu lieu le 1er septembre 2010 à Bakou, la capitale de l'Azerbaïdjan. Créé à l'initiative du président Ilham Aliyev sous la forme d'une étoile à huit branches, le musée est situé sur la place du drapeau national sous le piédestal du mât du drapeau. Le musée, construit sur la base des projets d'architectes et de designers azerbaïdjanais et utilisant des technologies de conception modernes, présente les drapeaux restaurés des États, des khanats, ainsi que du khanat d'Irevan, qui existaient sur le territoire de l'Azerbaïdjan à différentes époques. On y trouve également des éléments finaux des drapeaux des XVIIe et XVIIIe siècles, des armoiries, la Constitution de la République d'Azerbaïdjan adoptée à différentes années. Des timbres-poste, des échantillons de billets de banque, des ordres et des médailles, de nombreuses photos et documents reflétant la création, la formation et le développement de l'État indépendant d'Azerbaïdjan sous la direction de Heydar Aliyev, les activités du président Ilham Aliyev sur le progrès de notre pays sont exposés dans le musée. Les stands d'exposition présentent les drapeaux d'État embrassés par Heydar Aliyev et Ilham Aliyev lors des cérémonies d'investiture après son élection à la présidence, le drapeau du commandant en chef suprême des forces armées, les drapeaux de combat des types de troupes des forces armées et des vêtements de cérémonie. Le Musée national du drapeau, qui est l'un des musées uniques de ce genre au monde, expose également le certificat de l'organisation Guinness World Records confirmant que le mât du drapeau de l'Azerbaïdjan est le plus haut mât du monde, divers livres, photographies, le drapeau flottant sur le bâtiment de l'ambassade

## Galerie

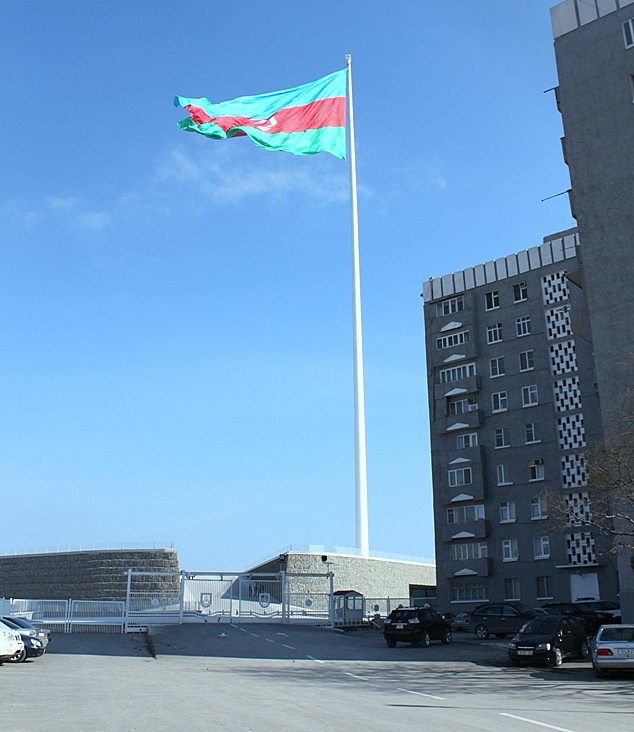
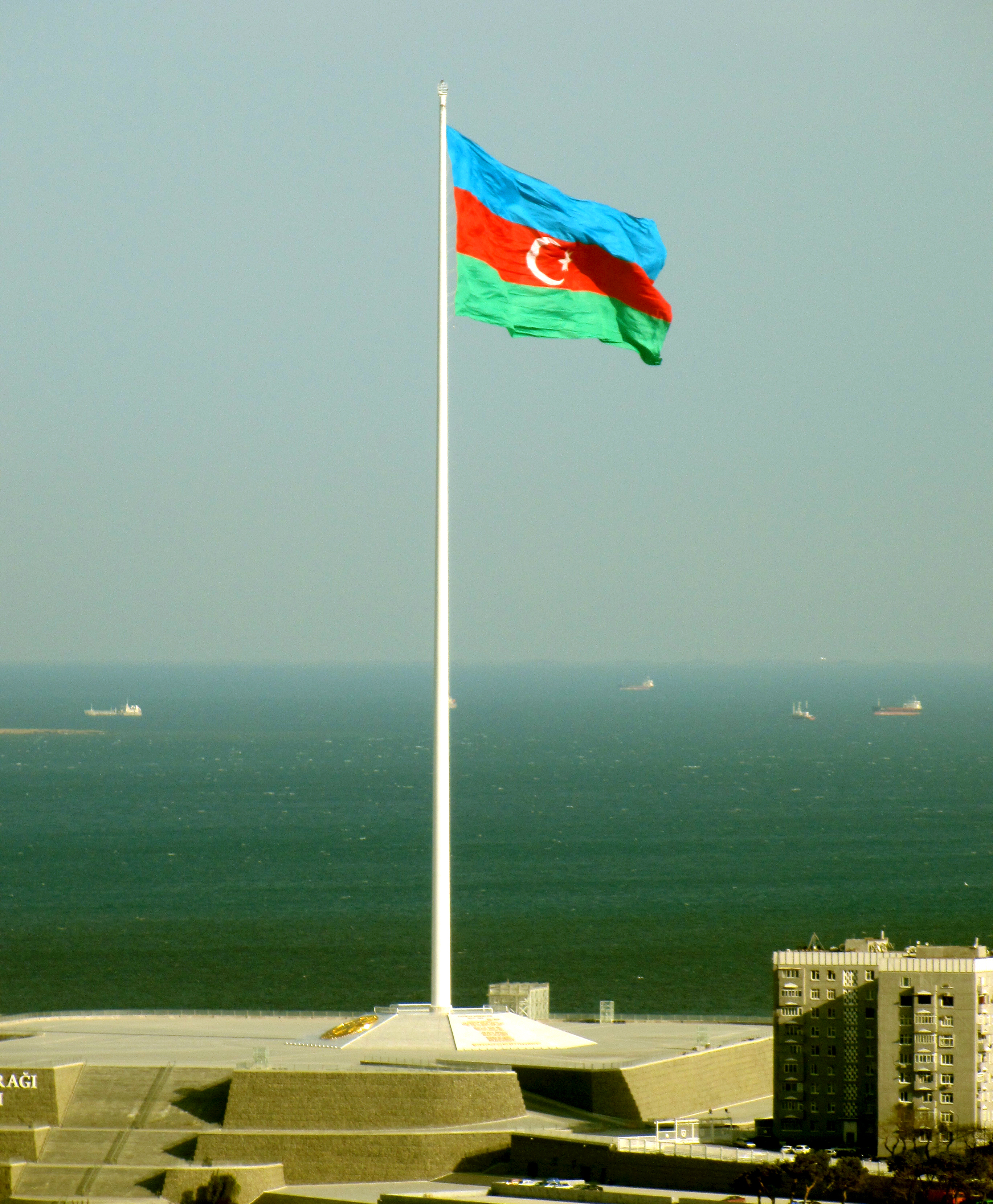
.
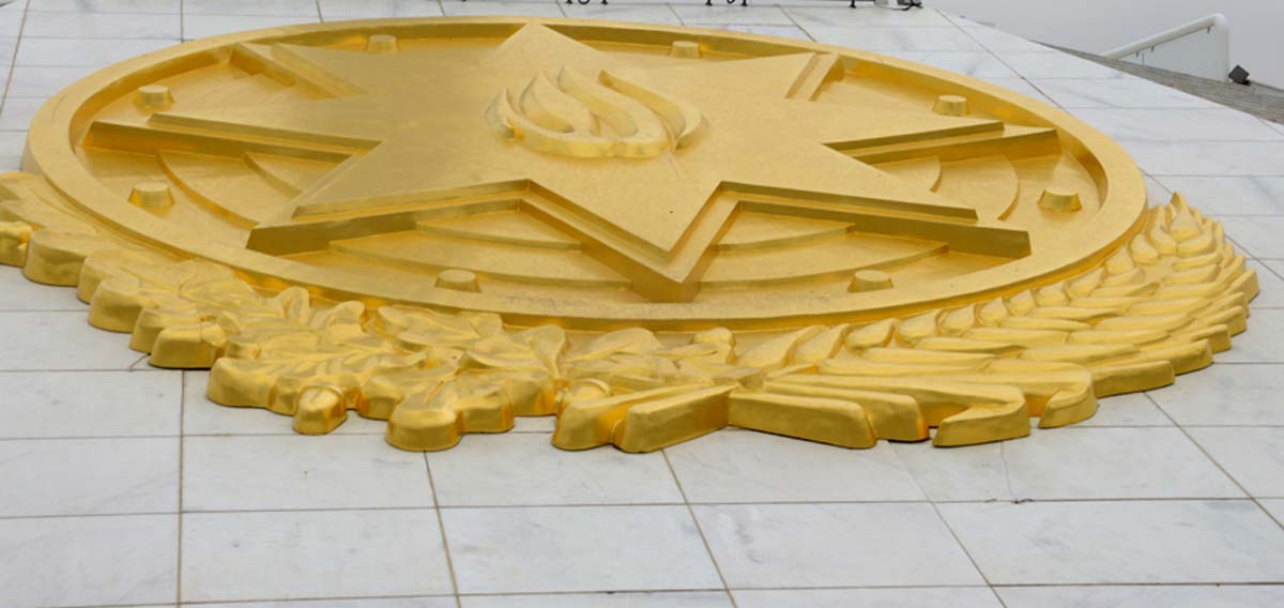
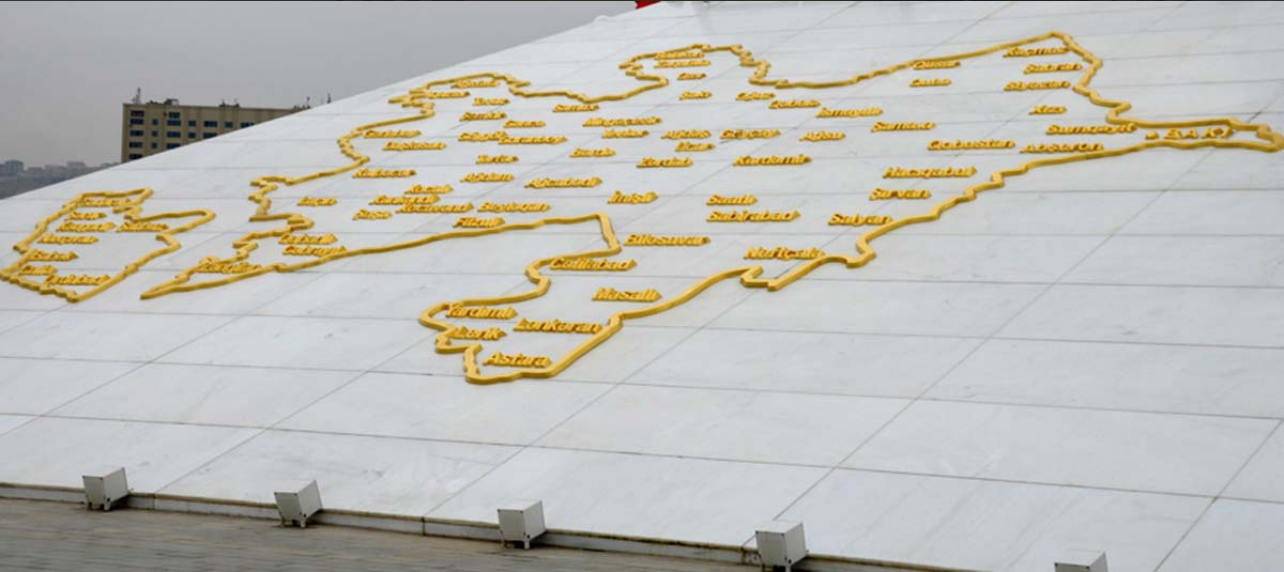
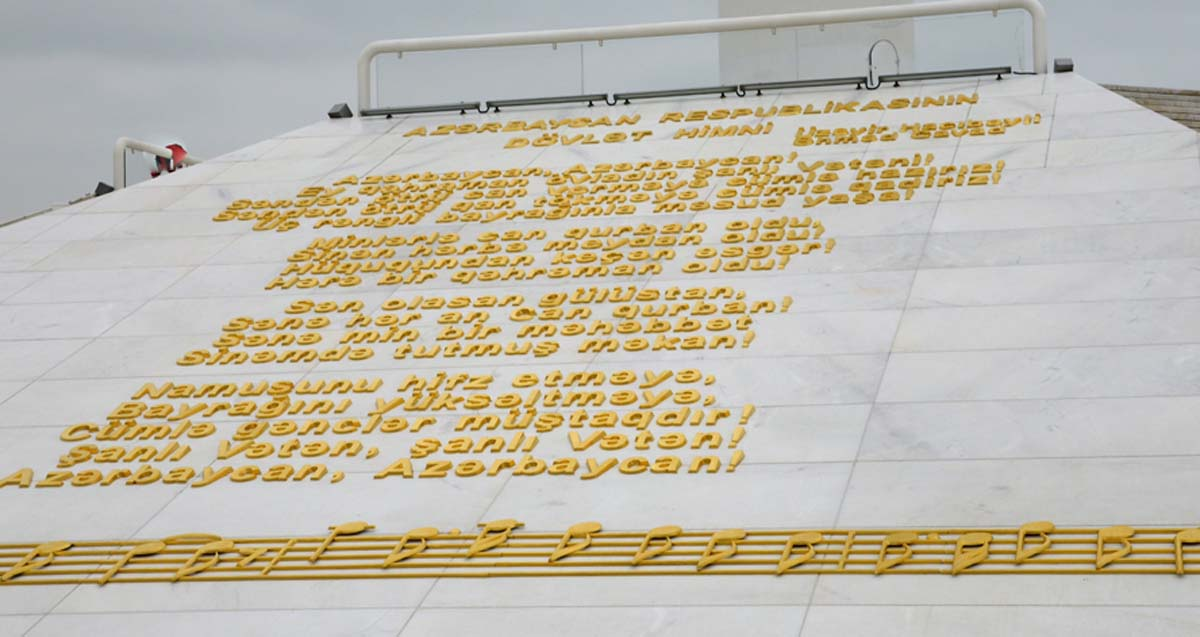